# Баррейра (Сеара)
Баррейра (порт. Barreira) — муниципалитет в Бразилии, входит в штат Сеара. Составная часть мезорегиона Север штата Сеара. Входит в экономико-статистический микрорегион Шорозинью. Население составляет 18 698 человек на 2006 год. Занимает площадь 245,946 км². Плотность населения — 76,0 чел./км².

## История
Город основан 15 апреля 1987 года.

## Статистика
- Валовой внутренний продукт на 2003 составляет 34 861 514,00 реалов (данные: Бразильский институт географии и статистики).
- Валовой внутренний продукт на душу населения на 2003 составляет 1.944,31 реалов (данные: Бразильский институт географии и статистики).
- Индекс развития человеческого потенциала на 2000 составляет 0,619 (данные: Программа развития ООН).